# Hôtel Pierrard
Hôtel Pierrard (též Hôtel Colbert-de-Villacerf, Hôtel de Creil nebo Hôtel de Voisenon) je městský palác v Paříži. Nachází se v historické čtvrti Marais na náměstí Place des Vosges. Palác je v soukromém vlastnictví.

## Umístění
Hôtel Pierrard má číslo 11 na náměstí Place des Vosges a druhý vstup na ulici Rue de Turenne č. 12. Nachází se na západní straně náměstí ve 4. obvodu.

## Historie
v roce 1607 získal pozemek François de Loménie, sekretář financí Jindřicha IV. V letech 1639–1648 zde žila kurtizána Marion de Lorme, o které napsal stejnojmennou divadelní hru Victor Hugo. Palác vlastnil od roku 1682 toulouský arcibiskup Jean-Baptiste Michel Colbert, po jeho smrti přešel palác na jeho synovce Pierra Colberta, markýze de Villarcerf a později na Gilberta Colberta, markýze de Chabannais, v jehož rodině zůstal do roku 1817.
Palác (fasáda, střechy a podloubí) je od roku 1954 chráněn jako historická památka.